# NGC 5679
NGC 5679 é uma galáxia espiral (Sb) localizada na direcção da constelação de Virgo. Possui uma declinação de +05° 21' 33" e uma ascensão recta de 14 horas, 35 minutos e 08,7 segundos.
A galáxia NGC 5679 foi descoberta em 12 de Maio de 1793 por William Herschel.